# Bundesvertretung der Studierenden
Die Bundesvertretung der Studierenden (meist nur kurz Bundesvertretung, abgekürzt BV; bis 30. Juni 1999 Zentralausschuß, abgekürzt ZA) ist das entscheidungsbefugte Kollegialorgan der Österreichischen Hochschülerinnen- und Hochschülerschaft (ÖH). Ihre Funktionsperiode beginnt jeweils mit dem 1. Juli eines Wahljahres und dauert zwei Jahre. Im übertragenen Sinn steht „Bundesvertretung“ oft pars pro toto für die Körperschaft selbst.

## Aufgaben
Die Bundesvertretung wählt aus dem Kreis der Mandatare den Vorsitzenden der Österreichischen Hochschülerinnen- und Hochschülerschaft. Der ÖH-Vorsitzende schlägt dann die Referenten zur Wahl vor. Letztere müssen selbst nicht Mandatare der Bundesvertretung sein.
Die Bundesvertretung erlässt mit Zweidrittelmehrheit die Satzung der Österreichischen Hochschülerinnen- und Hochschülerschaft. In ihr ist die Einrichtung der Referate geregelt. Auf Basis der Satzung fallen auch der Beschluss des Jahresvoranschlags und des Jahresabschlusses in den Aufgabenbereich der Bundesvertretung.
Entsendungen in die Bundesjugendvertretung und andere staatliche Gremien sowie in internationale Organisationen wie die European Students’ Union gehören ebenfalls zu den Aufgaben der Bundesvertretung. Dabei steht den Listen (wahlwerbende Gruppen, die Mandate erlangt haben) ein Vorschlagsrecht zu, die verfügbaren Plätze werden mittels des D’Hondt-Verfahrens nach dem Ergebnis der letzten ÖH-Wahlen verteilt. Um Missbrauch auszuschließen, ist bei jeder Entsendung über einen Gesamtvorschlag abzustimmen. Eine Abberufung der Entsendeten erfordert eine Zweidrittelmehrheit.

## Vorsitzende
Neben Vorsitzführung in den Sitzungen der Bundesvertretung ist der Vorsitzende für die Außenvertretung der Österreichischen Hochschülerinnen- und Hochschülerschaft zuständig. Der Abschluss von Rechtsgeschäften bedarf allerdings der Zustimmung des Wirtschaftsreferenten. Der Vorsitzende der Bundesvertretung führt den Vorsitz in den drei Vorsitzendenkonferenzen (der Universitätsvertretungen, der Pädagogischen Hochschulvertretungen und der Fachhochschul-Studienvertretungen). Vorsitzende können Aufgaben an ihre Stellvertreter übertragen. Dies kann entweder auf eigenes Risiko (dafür jederzeit widerrufbar) durch schriftliche oder mündliche Beauftragung erfolgen, oder mittels eines Beschlusses der Bundesvertretung. In diesem Fall werden die Kompetenzen dauerhaft übertragen, die Stellvertreter handeln dann auf eigene Verantwortung.

## Geschichtliche Entwicklung
Der Zentralausschuß wurde 1945 durch die Verordnung des Staatsamtes für Volksaufklärung, für Unterricht und Erziehung und für Kultusangelegenheiten vom 3. September 1945 über die studentische Selbstverwaltung an den Hochschulen wissenschaftlicher und künstlerischer Richtung eingerichtet. Diese Verordnung mit Gesetzeskraft auf der Basis des austrofaschistischen „Hochschulermächtigungsgesetzes“ aus dem Jahr 1935 richtete die Österreichische Hochschülerschaft als bundesweite Vertretung der Universitätsstudierenden mit österreichischer Staatsbürgerschaft als Körperschaften öffentlichen Rechts ein (und zusätzlich die einzelnen Österreichischen Hochschülerschaften an den Hochschulen als universitätsbezogene Vertretungen). 
Aufgrund eines Erkenntnisses des Verfassungsgerichtshofes musste die Verordnung 1950 durch ein eigenes Hochschülerschaftsgesetz ersetzt werden. Anstelle der parallel bestehenden Hochschülerschaften an den einzelnen Hochschulen und der bundesweiten Österreichischen Hochschülerschaft gab es fortan nur noch eine einheitliche Österreichische Hochschülerschaft mit den Ebenen Fachschaftsausschüsse, Hauptausschüsse und Zentralausschuß. Die Zusammensetzung des Zentralausschusses war nun auf gesetzlicher Ebene und nicht mehr über die Wahlordnung geregelt. Bestimmt wurden die Mandatare nach einem gemischten Delegations- und Wahlmodell: Die Vorsitzenden der Hauptausschüsse (den späteren Universitätsvertretungen) sowie die Vorsitzenden der Fachschaftsausschüsse (später: Fakultätsvertretungen) an Fakultäten mit mehr als 1500 Wahlberechtigten waren automatisch stimmberechtigte Mitglieder des Zentralausschusses. Damit die Mehrheitsverhältnisse im Zentralausschuß auch dem Wahlergebnis entsprachen, wurde das Gremium um entsprechend viele (höchstens jedoch 16) weitere stimmberechtigte Mitglieder ergänzt, die Vorsitzenden wurden dabei ihren jeweiligen wahlwerbenden Gruppen (Fraktionen) zugerechnet.
Mit dem 1973 verlautbarten neuen Hochschülerschaftsgesetz (HSG 1973) wurden erneut eigene Körperschaften für die einzelnen Hochschulvertretungen eingerichtet. Der Name „Zentralausschuß“ blieb zwar erhalten, das Delegationssystem wurde aber abgeschafft. Alle Mandatare wurden nun direkt gewählt, die Vorsitzenden der Hauptausschüsse verfügten nur noch über eine beratende Stimme. Bis 1985 umfasste der Zentralausschuß ein Mandat je 1500 aktiv Wahlberechtigter, danach wurde die Mandatszahl auf 65 fixiert.
Nach langen Beratungen wurde 1998 ein völlig neues Hochschülerschaftsgesetz (HSG 1998) erlassen. Der Zentralausschuß wurde (nachdem seit 1973 ohnehin der Ausschusscharakter entfallen war) konsequenterweise in „Bundesvertretung“ umbenannt. Die Zahl der Mandate wurde gegenüber dem HSG 1973 reduziert und mit 45 festgelegt. 2004 wurde durch eine Novelle des HSG 1998 die Direktwahl der Bundesvertretung der Studierenden abgeschafft und durch eine indirekte Wahl ersetzt. Dadurch erhöhte sich die Mandatszahl wieder deutlich auf über 60 Mandate. Durch die Eingliederung der Fachhochschulstudierenden stieg die Zahl der vergebenen Mandate bei den ÖH-Wahlen 2009 erneut sprunghaft an, erstmals seit den frühen 1980er-Jahren umfasste das bundesweite Vertretungsgremium wieder mehr als 80 Mandatare. Durch das 2014 im Konsens aller größeren ÖH-Fraktionen mit dem Wissenschaftsministerium ausverhandelte neue HSG erfolgte eine Reduktion auf 55 Mandate, sowie die Rückkehr zum ursprünglichen Wahlsystem, wodurch die Bundesvertretung somit seit 2015 wieder direkt gewählt wird.

## Wahlrecht
Die Bundesvertretung besteht aus 55 stimmberechtigten Mandataren, die alle zwei Jahre im Zuge der ÖH-Wahlen im Mai jedes ungeraden Jahres von allen ordentlichen Studierenden Österreichs per Listenwahl gewählt werden.
Zusätzlich sind die 21 Vorsitzenden der Universitätsvertretungen sowie die Vorsitzenden der Hochschulvertretungen an Pädagogischen Hochschulen und Fachhochschulen mit beratender Stimme und Antragsrecht Mitglieder der Bundesvertretung. Die Referenten sind ebenfalls beratende Mitglieder der Bundesvertretung, allerdings ist ihr Antragsrecht eingeschränkt auf Angelegenheiten ihres jeweiligen Referats.
| Jahr | Wahlberechtigte a | Mandate b | Wahlbeteiligung a, b | Gremium          | Wahlmodus                                                                         |
| ---- | ----------------- | --------- | -------------------- | ---------------- | --------------------------------------------------------------------------------- |
| 2019 | 337.932           | 55        | 25,82 %              | Bundesvertretung | Direktwahl                                                                        |
| 2017 | 331.066 k         | 55        | 24,48 % j            | Bundesvertretung | Direktwahl                                                                        |
| 2015 | 324.602 i         | 55        | 25,89 % i            | Bundesvertretung | Direktwahl                                                                        |
| 2013 | 245.641 h         | 100 h 1   | 27,97 % h            | Bundesvertretung | Entsendung                                                                        |
| 2011 | 247.897 g         | 96 g 2    | 28,45 % g            | Bundesvertretung | Entsendung                                                                        |
| 2009 | 230.526 c         | 85 c 3    | 25,70 % c            | Bundesvertretung | Entsendung                                                                        |
| 2007 | 203.116 c         | 66 c 4    | 28,72 % c            | Bundesvertretung | Entsendung                                                                        |
| 2005 | 197.435 d         | 62 d 5    | 30,52 % d            | Bundesvertretung | Entsendung                                                                        |
| 2003 | 184.498           | 45        | 29,9 % c             | Bundesvertretung | Direktwahl                                                                        |
| 2001 | 217.611           | 45        | 27,9 %               | Bundesvertretung | Direktwahl                                                                        |
| 1999 | 211.702           | 45        | 27,5 %               | Bundesvertretung | Direktwahl                                                                        |
| 1997 | 235.126           | 65        | 27,6 %               | Zentralausschuß  | Direktwahl                                                                        |
| 1995 | 231.826           | 65        | 29,3 %               | Zentralausschuß  | Direktwahl                                                                        |
| 1993 | 223.820           | 65        | 31,5 %               | Zentralausschuß  | Direktwahl                                                                        |
| 1991 | 210.414           | 65        | 30,6 %               | Zentralausschuß  | Direktwahl                                                                        |
| 1989 | 205.011           | 65        | 30,1 %               | Zentralausschuß  | Direktwahl                                                                        |
| 1987 | 187.643           | 65        | 34,7 %               | Zentralausschuß  | Direktwahl                                                                        |
| 1985 | 167.823           | 65        | 29,8 %               | Zentralausschuß  | Direktwahl                                                                        |
| 1983 | 134.083           | 89        | 36,3 %               | Zentralausschuß  | Direktwahl                                                                        |
| 1981 | 133.198           | 89        | 34,7 %               | Zentralausschuß  | Direktwahl                                                                        |
| 1979 | 111.972           | 75        | 32,6 %               | Zentralausschuß  | Direktwahl                                                                        |
| 1977 | 97.776            | 65        | 38,7 %               | Zentralausschuß  | Direktwahl                                                                        |
| 1975 | 78.360            | 55        | 39,6 %               | Zentralausschuß  | Direktwahl                                                                        |
| 1974 | 78.238            | 53        | 33 %                 | Zentralausschuß  | Direktwahl                                                                        |
| 1971 | 52.271            | 34        | 43 %                 | Zentralausschuß  | Delegation + Direktwahl                                                           |
| 1969 | 47.208            | 34        | 53 %                 | Zentralausschuß  | Delegation + Direktwahl                                                           |
| 1967 | 41.212            | 41        | 64 %                 | Zentralausschuß  | Delegation + Direktwahl                                                           |
| 1965 | 40.035            | 37        | 70 %                 | Zentralausschuß  | Delegation + Direktwahl                                                           |
| 1963 | 36.928            | 37        | 68 %                 | Zentralausschuß  | Delegation + Direktwahl                                                           |
| 1961 | 32.611            | 35        | 65 %                 | Zentralausschuß  | Delegation + Direktwahl                                                           |
| 1959 | 21.452            | 31        | 70 %                 | Zentralausschuß  | Delegation + Direktwahl                                                           |
| 1957 | 15.319            | 31        | 62 %                 | Zentralausschuß  | Delegation + Direktwahl                                                           |
| 1955 | 15.082            | 31        | 62 %                 | Zentralausschuß  | Delegation + Direktwahl                                                           |
| 1953 | 15.366 e          | 30        | 70 %                 | Zentralausschuß  | Delegation + Direktwahl                                                           |
| 1951 | ca. 20.500 f      | 24        | 61 %                 | Zentralausschuß  | Delegation + Direktwahl                                                           |
| 1949 | 24.491            | 22        | 59 %                 | Zentralausschuß  | Delegation + Direktwahl                                                           |
| 1948 | 27.702            | 23        | 66 %                 | Zentralausschuß  | Delegation + Direktwahl                                                           |
| 1946 | 26.900            | 21        | 77 %                 | Zentralausschuß  | Delegation + je zwei Mandate für die Hochschulorganisationen von ÖVP, SPÖ und KPÖ |